# الکساندر تورندژوف
الکساندر تورندژوف (بلغاری: Александър Кичев Турунджев)؛ (زاده: ۱۸۷۲- درگذشته ۱۹۰۵) یک انقلابی بلغاری از مقدونیه عثمانی و رهبر لرین چتا از سازمان انقلابی مقدونی مقدونیه (IMARO) بود.

## زندگی‌نامه
در سال ۱۸۷۲ میلادی در روستای اکشی‌سو در ولایت مناستیر (که امروزه بنام آمینتایو، در مقدونیه یونان نامیده می‌شود) زاده شد. او در جوانی هنگامی که یک انقلابی بود به IMARO پیوست و در عملیات ترور شرکت می‌کرد. در زمان قیام ایلندن نقش مهمی در مبارزات ناحیه لرین داشت. در سال‌هایی که او مخفی بود و جنبش برپا شده بود، تورندژوف به‌طور منظم اطراف روستاها در لرین و نواحی پائین دست پرسپا و بیتولا گشت‌زنی می‌کرد. در بین مردم روستا به دلیل اشتیاق به آزادی و شجاعتشان و در دست داشتن سلاح به چهره محبوبی تبدیل شد. بعلاوه او یک مرد قوی، ورزشکار، بلندبالا با موهای پرپشت، پیشانی بلند و چهره عقاب مانند بود. هرجا می‌رفت از او مثل یک میهمان گرامی پذیرایی می‌شد، زیرا با کمک شورشیانش اراذل و اوباش را از لرین راند، و کسانی که تمایل داشتند به ستمگران و شکنجه‌گران جدید برای حامیان محلی فراسوی بلغارها تبدیل شوند را از این فکر برحذر داشت، زیرا از تورندژوف وحشت داشتند.

## گسترش قیام لیندن
بعد از اینکه در کنگره IMARO قیام در دستور کار قرار گرفت و کنگره سمیلفو آن را تأیید کرد، تورندژوف مسئول سازماندهی مردم روستای خود و آماده کردن آن‌ها برای قیام شد. تمرینهای نظامی رفقای روستائی‌اش تمام شد، در بین آن‌ها از همه سن و سالی وجود داشت ولی عمدتاً بین ۲۰ تا ۲۵ ساله بودند، همگی همراه تورندژوف که ۲۳۰ نفر می‌شدند، یک مانور درگیری با دشمن را ترتیب دادند. هنگام قیام لرین از جانب کنگره سمیلفو رهبری جنگ نامنظم را عهده‌دار شد. تورندژوف هنگام قیام یک ستون جنگنده ۵۰۰ نفره که ۱۰۰ نفر آن‌ها از روستای خودش بودند را بسیج کرد. از طرفی فرماندهان عثمانی یک طرح ضد حمله دقیق علیه یکانهای شورشی انقلابیون بلغارهای مقدونیه پیاده کردند؛ و برای توقف قیام سران ولایت در ۱۴ نوامبر ۱۹۰۳ تصمیم گرفتند یک واحد جدید به روستای تورندژوف منتقل کنند. حضور واحدهای عثمانی اعضای اکشی سوی IMARO را نترساندٰ و فعالیت سازمان تورندژوف ادامه یافت، زیرا او بازسازی یک شبکه انقلابی در منطقه خودش را شروع کرده بود.

## اعدام
در اواخر ۱۹۰۴ فردی بنام میتر گننکوف در روستای آئتوس به تورندژوف خیانت کرد. او دستگیر و به دادگاه ترکی در بیتولا برده شد که در آنجا به مرگ محکوم شد. مجازات او در ملأ عام در ۲۹ اوت ۱۹۰۵ مقابل بازار بیتولا به وسیلهٔ دار زدن اجرا شد. طبق گزارش کنسول انگلستان در تسالونیکی، روبرت گراوس، همان روز هزاران شهروند از جماعت کلیسیای بلغاریها تابوت او را که غرقه در گل بود بدرقه کردند. مقبره او در گورستان سنت ندالا در بیتولا می‌باشد.